# Queen Rocks (видео)
Queen Rocks The Video — сборник видеоклипов британской рок-группы Queen. Он был выпущен в 1999 году как дополнение к сборнику Queen Rocks. Запись была доступна только по почтовому заказу.
Это видео включает те же песни, что и одноимённый сборник, но они расположены в другом порядке.
| №   | Название                                   | Автор(ы) | Длительность |
| --- | ------------------------------------------ | -------- | ------------ |
| 1.  | «Tie Your Mother Down»                     | Мэй      | 4:46         |
| 2.  | «It's Late»                                | Мэй      | 3:47         |
| 3.  | «Headlong»                                 | Queen    | 4:37         |
| 4.  | «Now I'm Here»                             | Мэй      | 3:59         |
| 5.  | «I Want It All»                            | Queen    | 4:30         |
| 6.  | «Tear It Up»                               | Мэй      | 3:26         |
| 7.  | «One Vision (Extended version)»            | Queen    | 6:28         |
| 8.  | «I'm In Love With My Car»                  | Тейлор   | 3:11         |
| 9.  | «We Will Rock You»                         | Мэй      | 2:00         |
| 10. | «Seven Seas Of Rhye»                       | Меркьюри | 2:48         |
| 11. | «Hammer to Fall»                           | Мэй      | 3:47         |
| 12. | «Keep Yourself Alive»                      | Мэй      | 3:45         |
| 13. | «Stone Cold Crazy»                         | Queen    | 2:14         |
| 14. | «Put Out the Fire»                         | Мэй      | 3:18         |
| 15. | «Sheer Heart Attack»                       | Тейлор   | 3:11         |
| 16. | «Fat Bottomed Girls»                       | Мэй      | 3:15         |
| 17. | «No-One but You (Only the Good Die Young)» | Мэй      | 4:12         |
| 18. | «I Can't Live With You»                    | Queen    | 4:32         |

Клипы отличаются от обычных версий, выходивших на сборниках ранее: в них добавлялись различные архивные фото и видеоматериалы, эффекты. Все новые клипы (к песням «Stone Cold Crazy», «Tear It Up», «Sheer Heart Attack», «Put Out the Fire», «I'm In Love With My Car») состоят исключительно из таких материалов. Также в это видео были добавлены некоторые документальные материалы.
Режиссёры клипов — Руди Долезаль и Ханнес Розахер (компания DoRo Productions).